# Пајни Маунтин (Вирџинија)
Пајни Маунтин (енгл. Piney Mountain) насељено је место без административног статуса у америчкој савезној држави Вирџинија.

## Демографија
По попису из 2010. године број становника је 1.130.
| Група             | 2000.    | 2010.       |
| Белци             | 0 (0,0%) | 666 (58,9%) |
| Афроамериканци    | 0 (0,0%) | 306 (27,1%) |
| Азијати           | 0 (0,0%) | 31 (2,7%)   |
| Хиспаноамериканци | 0 (0,0%) | 83 (7,3%)   |
| Укупно            | 0        | 1.130       |